# Rauheck (Kocheler Berge)
Das Rauheck ist ein 1590 m ü. NHN hoher Berg in den Walchenseebergen in den Bayerischen Voralpen. Er ist Teil eines Grates, der sich vom Heimgarten westwärts über Rauheck und Buchrain zieht. Über diesen Grat verläuft einer der Wege zum Heimgarten.